# أنيليمة شلشترية
أنيليمة شلشترية (الاسم العلمي: Aneilema schlechteri) هي نوع من النباتات تتبع جنس الأنيليمة من الفصيلة الوعلانية.